# Plectrone nigrocoerulea
Plectrone nigrocoerulea är en skalbaggsart som beskrevs av Waterhouse 1841. Plectrone nigrocoerulea ingår i släktet Plectrone och familjen Cetoniidae. Inga underarter finns listade i Catalogue of Life.